# 嘉楽庇総督大橋
嘉楽庇総督大橋（カルヴァーリョそうとくおおはし、中国語：嘉樂庇總督大橋、ポルトガル語：Ponte Governador Nobre de Carvalho、英語：Governor Nobre de Carvalho Bridge）は、マカオにあるマカオ半島とタイパ島を結ぶ橋。
ポルトガル植民地時代にマカオ半島とタイパ島の間に結ばれた最初の橋。Old Bridgeとしても知られている。同区間を結ぶ4つの橋のうち、西から2個目になる。

## 概要
1970年6月に着工され1974年10月に開通した。
総距離は2,569.8メートルで、幅は9.2メートル。
橋はバスとタクシー専用となっている。徒歩で渡ることも可能だが、歩道が非常に狭いので、歩行者同士がすれ違う際に車に注意する必要がある。

## 関連事項
- 澳門友誼大橋（1994年）
- 西湾大橋（2004年）
- 澳門大橋（中国語版）（2024年）